# 尾斑瘰螈
尾斑瘰螈（学名：Paramesotriton caudopunctatus）为蝾螈科瘰螈属的两栖动物，俗名化骨丹，是中国的特有物种。分布于湖南、贵州等地，主要栖息于林区山地溪边静水水域中。其生存的海拔范围为500至1800米。该物种的模式产地在贵州雷公山。